# Banat-Triplex Confinium EGTC

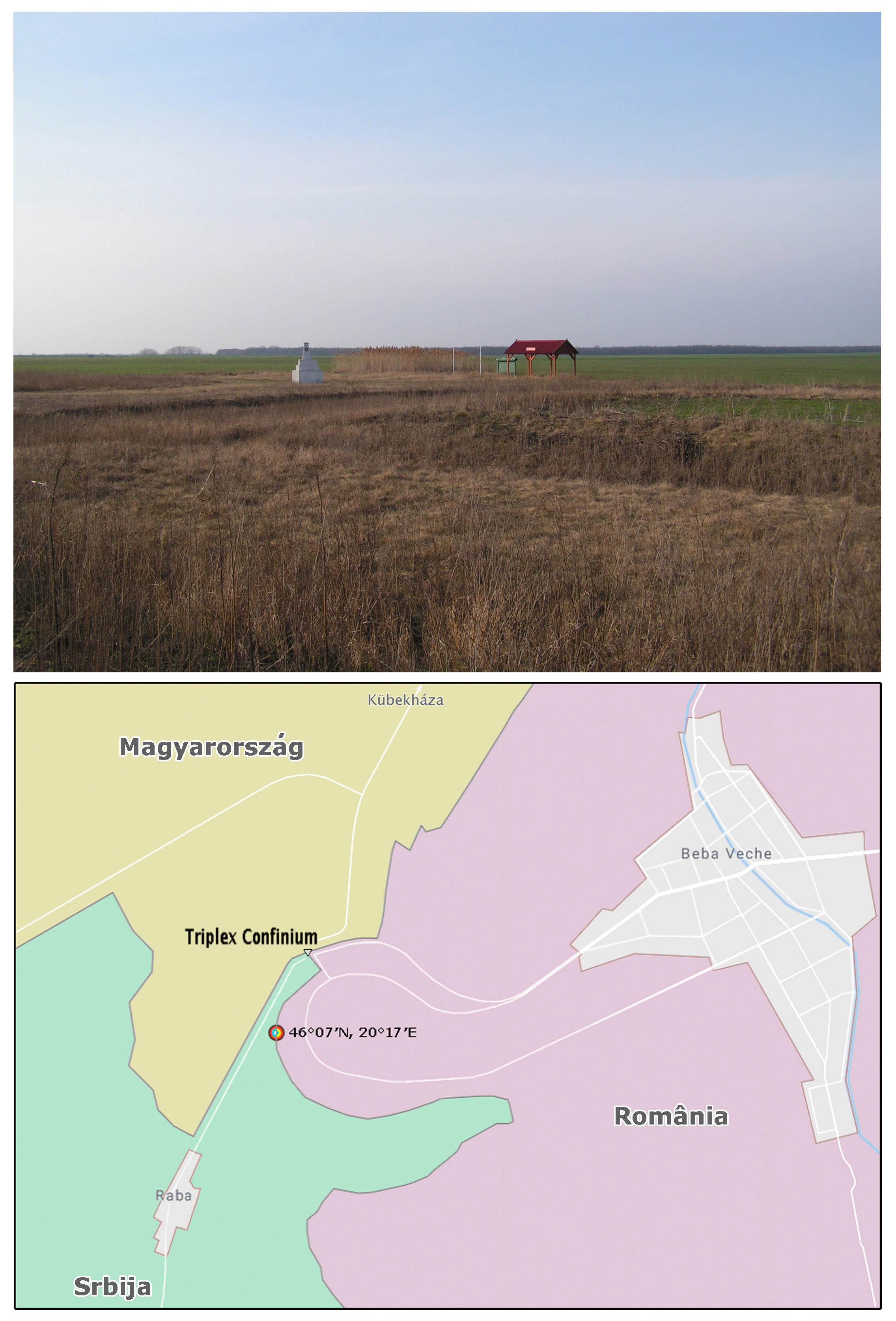
„A hármashatár-pont megjelölése olyan egyedi határjel (a továbbiakban: Triplex Confinium), amelynek anyaga beton, formája három oldalú piramis, oldalaival a három ország felé tájolva. A három oldalon az adott állam címere van, alattuk az „1920. VI. 4.” dátum szerepel” (2007. évi VII. törvény 2. cikk)

A Banat-Triplex Confinium EGTC (angolul Banat-Triplex Confinium European Grouping of Territorial Cooperation Limited, rövidített betűneve: BTC EGTC) a magyar-román-szerb hármashatár térségben a gazdasági és társadalmi kohézió megerősítése érdekében létrejövő területi együttműködés. Nevét a Bánságról és a Triplex Confiniumról, a magyar–román–szerb hármashatárjelről kapta.
A magyarországi (Bács-Kiskun és Csongrád-Csanád vármegyei), romániai (Temes megyei) és szerbiai (vajdasági) települések, községek és társulásaik tagságával létrejött szervezet célja a határokon átnyúló együttműködési lehetőségek kihasználása. A perifériára szorult határtérségek dinamizálása, versenyképességének növelése. Elsősorban a klímaváltozással kapcsolatos átállás, a környezetvédelem, a megújuló energiaforrások kiaknázása, az infrastruktúra, szegénység elleni küzdelem, társadalmi felzárkózás, kis- és középvállalkozások versenyképességének növelése, valamint az oktatás-képzés területeinek fejlesztése a cél.

## Tagok
A csoportosulás működési területe kiterjed Csongrád-Csanád és Bács-Kiskun vármegyékhez (Magyarország), Temes megyéhez (Románia) tartozó tag határ menti kistérségek/mikrorégiók, városok, községek és települése területe.
Az alakuláskor a csoportosulás tagja 37 magyarországi és 37 romániai önkormányzat, valamint 8 szerbiai község, mint megfigyelő tag vesz részt a szervezetben.
A Szervezet 2012. évben tovább bővült 3 Csongrád-Csanád megyei önkormányzattal (Csengele, Kistelek, Zákányszék), illetve 3 Temes megyei önkormányzattal (Fény, Temesság, Torontálgyülvész).

### Magyarországi tagok
- Ambrózfalva
- Apátfalva
- Ásotthalom
- Bordány
- Csanádalberti
- Csanádpalota
- Csengele
- Csikéria
- Domaszék
- Ferencszállás
- Forráskút
- Földeák
- Gara
- Kelebia
- Királyhegyes
- Kiskunhalas
- Kistelek
- Kiszombor
- Klárafalva
- Kövegy
- Kunbaja
- Madaras
- Magyarcsanád
- Makó
- Maroslele
- Mórahalom
- Nagyér
- Nagylak
- Óföldeák
- Öttömös
- Pitvaros
- Pusztamérges
- Röszke
- Ruzsa
- Tompa
- Újszentiván
- Üllés
- Zákányszék
- Zsombó

### Romániai tagok
(Zárójelben a román név szerepel.)
- Bánlak (Banloc)
- Bégaszentmihály (Sânmihaiu Român)
- Birda (Birda)
- Csák (Ciacova)
- Csatád (Lenauheim)
- Csene (Cenei)
- Denta (Denta)
- Detta (Deta)
- Fény (Foeni)
- Gátalja (Gătaia)
- Gilád (Ghilad)
- Gyér (Giera)
- Gyertyámos (Cărpiniş)
- Kisősz (Gottlob)
- Liebling (Liebling)
- Lovrin (Lovrin)
- Nagycsanád (Cenad)
- Nagyjécsa (Iecea Mare)
- Nagykomlós (Comloşu Mare)
- Nagykőcse (Checea)
- Nagyősz (Tomnatic)
- Nagyszentmiklós (Sânnicolau Mare)
- Nagyszentpéter (Sânpetru Mare)
- Nagyzsám (Jamu Mare)
- Niczkyfalva (Niţchidorf)
- Óbéba (Bebe Veche)
- Óbesenyő (Dudeştii Vechi)
- Ótelek (Otelec)
- Perjámos (Periam)
- Pészak (Pesac)
- Szakálháza (Săcălaz)
- Széphely (Jebel)
- Temesmóra (Moraviţa)
- Temesság (Sag)
- Tolvád (Livezile)
- Torontálgyülvész (Giulvăz)
- Újvár (Uivar)
- Varjas (Variaş)
- Vejte (Voiteg)
- Zsombolya (Jimbolia)

### Szerbiai megfigyelő tagok
(Zárójelben a szerb név szerepel.)
- Ada (Ада / Ada)
- Begaszentgyörgy (Житиште / Žitište)
- Csóka (Чока / Čoka)
- Magyarcsernye (Нова Црња / Nova Crnja)
- Magyarkanizsa (Кањижа / Kanjiža)
- Nagykikinda (Кикинда / Kikinda)
- Törökkanizsa (Нови Кнежевац / Novi Kneževac)
- Zenta (Сента / Senta)

## Története
A térség polgármesterei 2009. június 17-én, Mórahalmon döntöttek arról, hogy Mórahalom székhellyel (korlátolt felelősségű) európai területi együttműködési csoportosulást (EGTC-t) hoznak létre.
2009. december 10-én megalakult a „Banat – Triplex Confinium” Korlátolt Felelősségű Európai Területi Együttműködési Csoportosulás (BTC EGTC).
Az önálló jogi személyiséggel rendelkező BTC EGTC – Mórahalom székhellyel történő – bejegyzése 2011. január 5-én megtörtént a Fővárosi Bíróság jóváhagyásával.